# 中国近代史资料丛刊
《中国近代史资料丛刊》是由中国史学会主编，上海神州国光社、上海人民出版社等出版的一套丛书。1951年起陆续出版，共十三种。
中华人民共和国成立后，范文澜等为推动中国近代史的研究，开始组织编辑该套丛书。1950年成立了由徐特立、范文澜、翦伯赞、陈垣、郑振铎、向达、胡绳、吕振羽、华岗、邵循正、白寿彝组成的总编辑委员会。丛书中最先出版的为第九种《义和团》，其提前出版主要是为纪念义和团运动50周年。丛书的前十种均在1950、1960年代出版，第十一种《第二次鸦片战争》虽于1960年代初已编成，但因文化大革命爆发而未能及时出版。文革结束后，于1979年出版。第十二种《北洋军阀》、第十三种《抗日战争》则先后于1980、1990年代出版。